# Dong Zhiming
Dong Zhiming (Weihai, gennaio 1937 – Pechino, 20 ottobre 2024) è stato un paleontologo cinese.

## Biografia
Zhiming Dong (Cinese: 董枝明, Pinyin) fu uno dei più noti paleontologi cinesi.
Lavorò presso l'Istituto di paleontologia dei vertebrati e paleoantropologia a Beijing. Vi prese servizio nel 1962, e il suo maestro fu Yang Zhongjian, all'epoca direttore.
Le sue scoperte includono numerosi dinosauri cinesi dagli anni '70 in poi: i sauropodi Shunosaurus, Omeisaurus e Datousaurus, e il ceratopo Archaeoceratops. Dong fu fondamentale nella scoperta della formazione Dashanpu, importantissima in quanto ha restituito numerosi fossili di dinosauri del Giurassico medio, non comuni altrove.